# The Cloning of Joanna May
The Cloning of Joanna May é um romance de ficção científica de 1989, escrito pela britânica Fay Weldon.

## Enredo
Joanna May foi casada com Carl May, um rico diretor executivo de uma corporação de energia nuclear, mas eles já estão divorciados há dez anos, quando Joanna foi pega um caso em um incidental caso amoroso. Desde então, Carl faz de tudo a seu alcance para tornar a vida de Joanna difícil. Quando ela decide dar um basta nisso, Joanna visita seu ex-marido e se surpreende ao saber que ele fez quatro clones dela.

## Adaptação para a televisão
Em 1992, o livro foi adaptado para uma minissérie de televisão para a ITV, dirigida por Philip Saville. Estrelou Patricia Hodge e Brian Cox como Joanna e Carl May.